# Jesús Alcántar
Jesús Alberto Alcántar Rodríguez (Heroica Caborca, Sonora, México; 30 de julio de 2003) es un futbolista mexicano que juega como defensa en el Club Necaxa de la Primera División de México.

## Trayectoria

### Club Necaxa
Nacido en Heroica Caborca, Sonora, México, comenzó su carrera en el Cimarrones de Sonora Fútbol Club antes de fichar por el Club Necaxa en mayo de 2020.
En el club disputó 53 partidos, marcando 5 goles, en las divisiones inferiores con los equipos Sub-17, Sub-18 y Sub-20, antes de debutar profesionalmente el 12 de febrero de 2022, en la victoria por 2-1 sobre el Club de Fútbol Cruz Azul, entrando al minuto 61 en sustitución de Alexis Francisco Peña.

#### Préstamo a Sporting de Lisboa «B»
El 20 de julio de 2022 sería presentado oficialmente por el Sporting de Lisboa en calidad de préstamo con opción de compra, posteriormente jugaría en el equipo de reserva «B» en la Terceira Liga durante 22 partidos en los que marcaría dos goles.

#### Regreso pospréstamo
Luego de que expirara su préstamo en junio de 2023, regresaría al C. Necaxa y jugaría nueve partidos con el equipo Sub-23, marcando un gol.

## Selección nacional
Fue convocado a la selección de México sub-20 por Luis Ernesto Pérez para participar en la Revelations Cup 2021, apareciendo en tres partidos, donde México ganó la competencia. En junio de 2022 fue incluido en la lista final de 20 jugadores para el Campeonato Sub-20 de la Concacaf de 2022, en el que México no se clasificó para la Copa Mundial Sub-20 de la FIFA y los Juegos Olímpicos.

## Estadísticas

### Clubes
Actualizado al último partido disputado el 6 de mayo de 2023.
| Club                            | Div.          | Temporada     | Liga  | Liga  | Copas nacionales | Copas nacionales | Copas internacionales | Copas internacionales | Total | Total |
| Club                            | Div.          | Temporada     | Part. | Goles | Part.            | Goles            | Part.                 | Goles                 | Part. | Goles |
| ------------------------------- | ------------- | ------------- | ----- | ----- | ---------------- | ---------------- | --------------------- | --------------------- | ----- | ----- |
| Club Necaxa · México            | 1.ª           | 2022-23       | 1     | 0     | —                | —                | —                     | —                     | 1     | 0     |
| Club Necaxa · México            | Total club    | Total club    | 1     | 0     | 0                | 0                | 0                     | 0                     | 1     | 0     |
| Sporting de Lisboa "B" Portugal | 3.ª           | 2022-23       | 22    | 2     | —                | —                | —                     | —                     | 22    | 2     |
| Sporting de Lisboa "B" Portugal | Total club    | Total club    | 22    | 2     | 0                | 0                | 0                     | 0                     | 22    | 2     |
| Total carrera                   | Total carrera | Total carrera | 23    | 2     | 0                | 0                | 0                     | 0                     | 23    | 2     |

## Palmarés
México sub-20
- Revelations Cup: 2021,[10] 2022[11]